# Moos (am Bodensee)
Moos ist eine Gemeinde im Landkreis Konstanz in Baden-Württemberg in Deutschland.

## Geographie

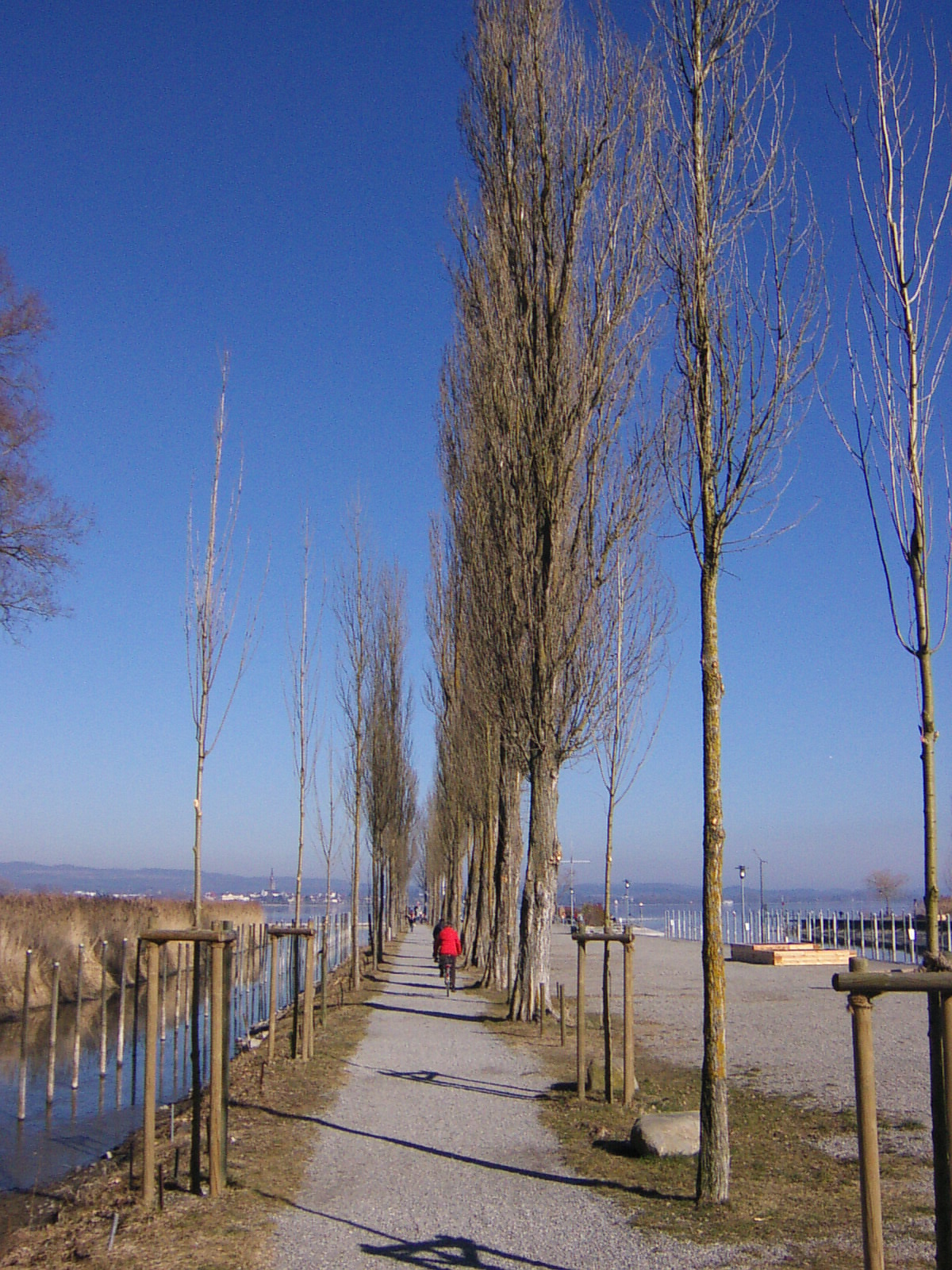
Uferpromenade in Moos

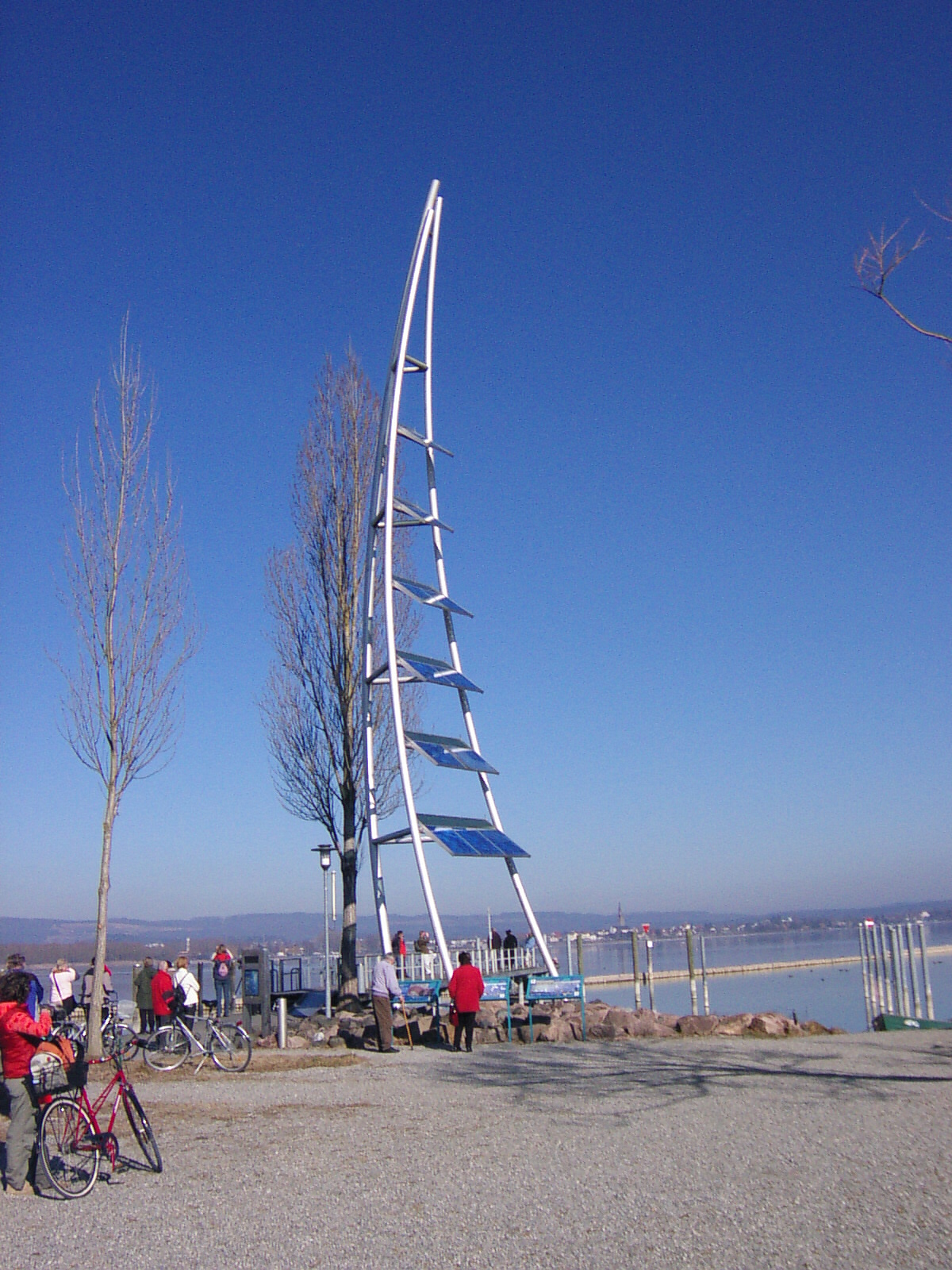
Solarsegel am Ufer in Moos

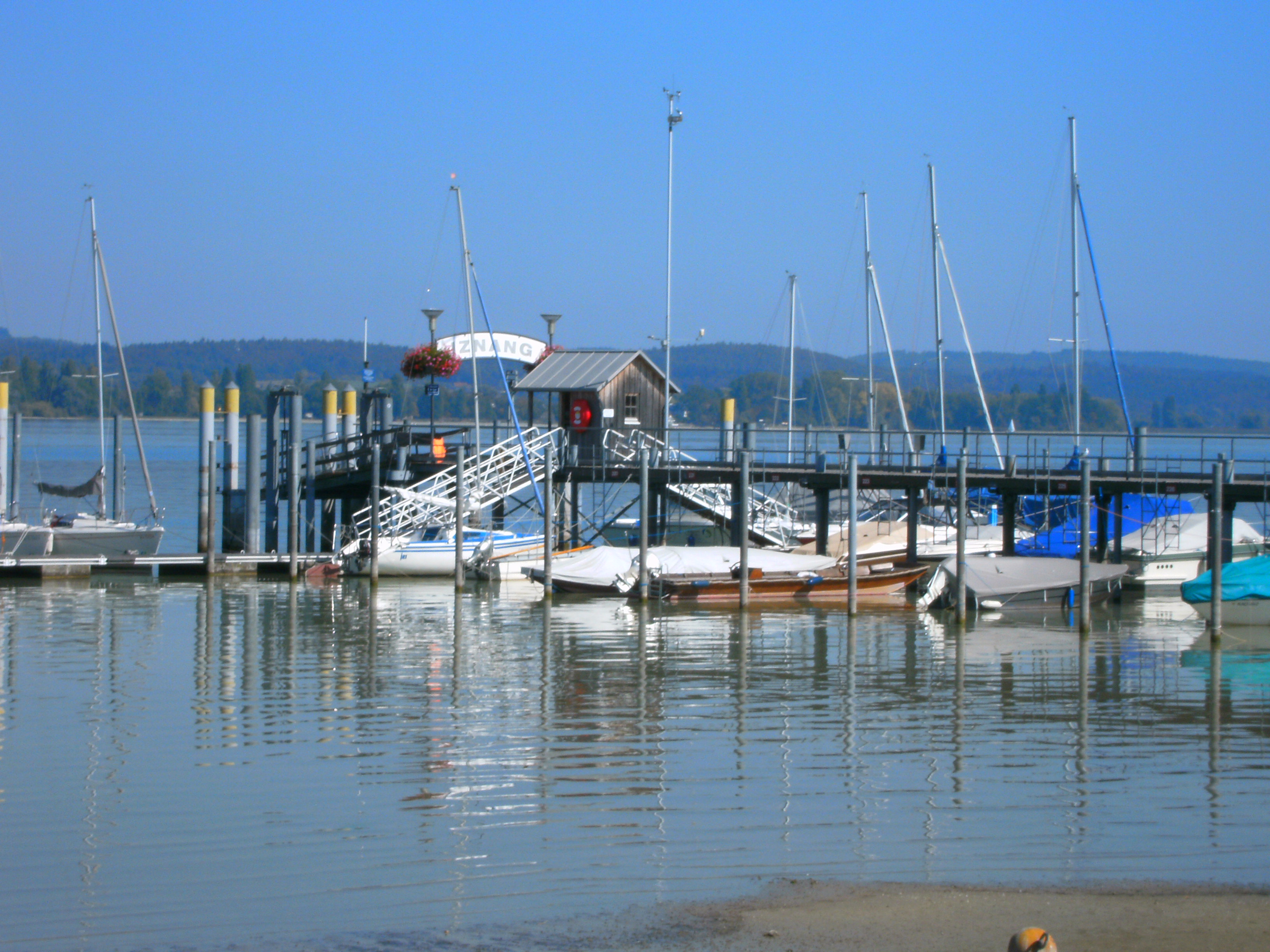
Moos (am Bodensee), Ortsteil Iznang. Landesteg bei der Uferanlage beim Hafen

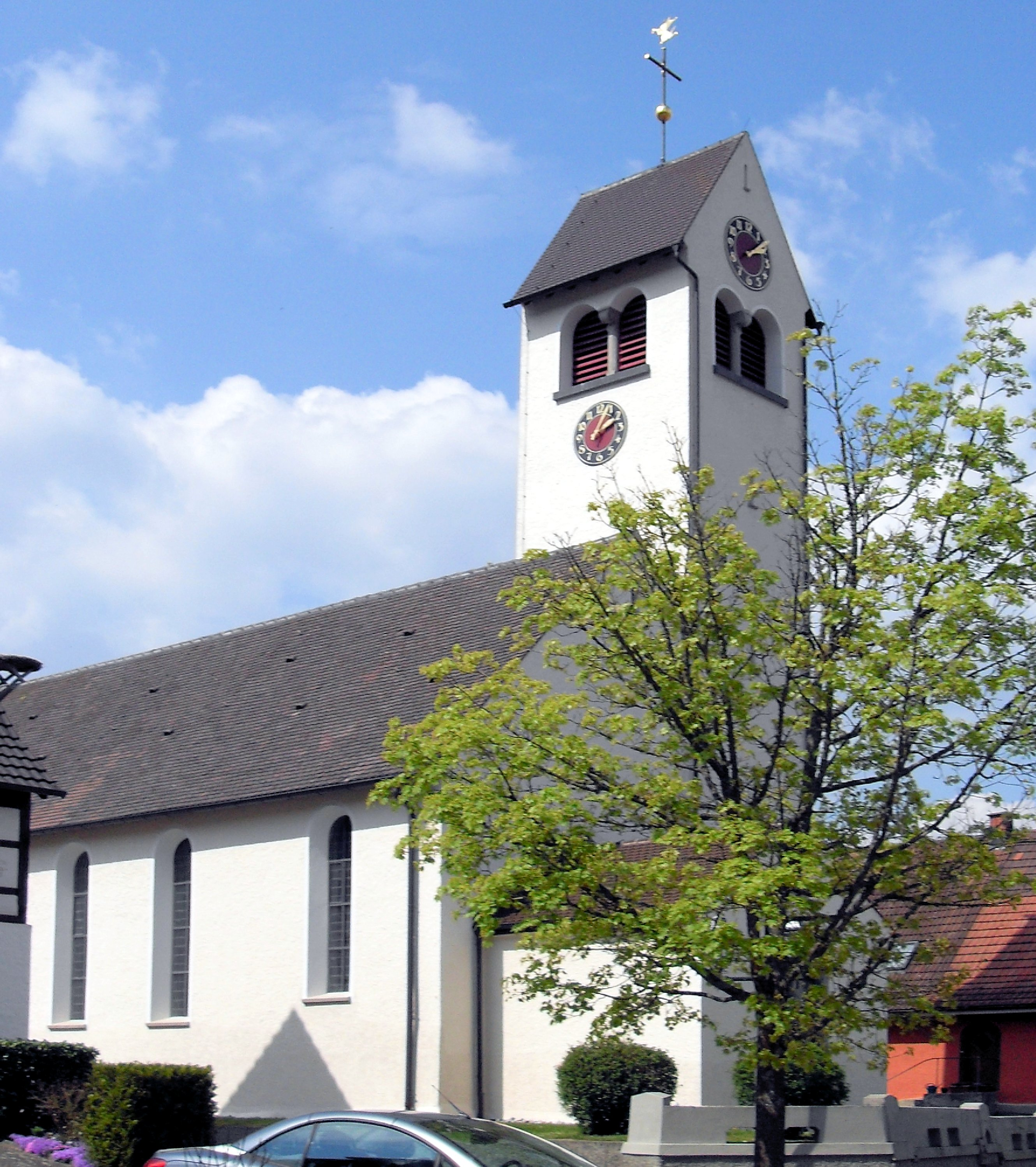
Kirche St. Blasius im Ortsteil Bankholzen

### Geographische Lage
Die Gemeinde Moos liegt am Ufer des Bodensees auf der Halbinsel Höri.

### Gemeindegliederung
Zur Gemeinde Moos gehören die Ortsteile Bankholzen, Iznang, Moos und Weiler. Sie wurde am 1. Oktober 1974 aus den vier Vorgängergemeinden der heutigen Ortsteile gebildet. Mit Ausnahme der ehemaligen Gemeinde Weiler, zu der das Dorf Weiler und der Weiler Bettnang gehörten, bestanden alle ehemaligen Gemeinden nur aus den gleichnamigen Dörfern.

Im Gebiet der ehemaligen Gemeinde Bankholzen liegt die abgegangene Burg Schlossbühl. Im Gebiet der ehemaligen Gemeinde Iznang liegt die abgegangene Ortschaft Schwellhart, und im Gebiet der ehemaligen Gemeinde Weiler liegen die abgegangenen Ortschaften Grünenberg, Stetten und Tründelzen.

### Nachbargemeinden
Die Gemeinde grenzt im Norden an die Stadt Radolfzell am Bodensee, im Osten an den Bodensee, im Süden an die Gemeinden Gaienhofen und Öhningen und im Westen an die Stadt Singen (Hohentwiel).

## Geschichte

### Ortsteile
| Bankholzen        | Bankholzen wurde erstmals 1050 urkundlich erwähnt. Mitte des 15. Jahrhunderts kam es unter die Herrschaft Bohlingen und teilte fortan deren Schicksal. Im Ortsgebiet von Bankholzen befinden sich zwei ungeklärte Burgstellen, Burg Rusbühl und Burg Schlossbühl. |
| Iznang            | Iznang wurde im Jahr 1330 als Utzenhofen erstmals urkundlich erwähnt. Während die westliche Dorfhälfte der Herrschaft Bohlingen zugehörig war und so schon 1497 an das Hochstift Konstanz ging, gehörte die östliche Hälfte zur Vogtei Höri, die erst 1535 von den Konstanzer Bischöfen erworben wurde. Die Gemarkung war bereits in der Jungsteinzeit Siedlungsraum. So fanden sich im Februar 2013 im Zuge eines Bauvorhabens direkt am Seeufer Reste aus der Horgener Kulturschicht. Die Siedlung befand sich im Gegensatz zu den bisherigen Seeufersiedlungen auf ungewöhnlich hoher topographischer Lage bis maximal 396 m ü. NHN. |
| altes Wappen Moos | Moos gehörte von Alters her zur Herrschaft Bohlingen, mit der es 1497 an das Bistum Konstanz ging. Als dieses im Rahmen der Säkularisation und Mediatisierung aufgrund des Reichsdeputationshauptschlusses seine weltlichen Befugnisse verlor, fiel das Gebiet – und damit auch Moos – 1803 an das Großherzogtum Baden. |
| Weiler            | Weiler gehörte früher zur Vogtei Höri, mit der es 1535 an das Bistum Konstanz kam. Wie sein gesamtes weltliches Territorium musste das Bistum 1803 auch Weiler abtreten, so dass der Ort an das Großherzogtum Baden fiel. Im Ortsgebiet von Weiler befindet sich eine ungeklärte Burgstelle, Burg Weiler. |
|                   | Bettnang gehörte zur Herrschaft Bohlingen, deren geschichtliches Schicksal es teilte. Bereits 1934 wurde das Dorf nach Weiler eingemeindet. |

### Burg und Kloster Grünenberg
Auf einer bewaldeten Anhöhe in einem Seitental an der Straße von Weiler nach Gaienhofen befand sich die Burg, später das Kloster Grünenberg. Eine Einsiedlerklause in der Nähe der Burg Grünenberg wird erstmals 1282 erwähnt. Mitte des 14. Jahrhunderts entstand ein Franziskaner-Terziarinnenkloster. Obwohl nach einem Brand im Jahre 1660 weitgehend wieder aufgebaut, traten im 18. Jahrhundert ökonomische Probleme zutage, die schließlich ab etwa 1785 zu einschneidenden Maßnahmen führten. Diese mündeten 1808 in der Aufhebung des Klosters. Seit 1895 erinnert ein Wegkreuz am Standort des Klosters an das ehemalige Kloster Grünenberg.

### Einwohnerentwicklung seit dem 19.Jahrhundert

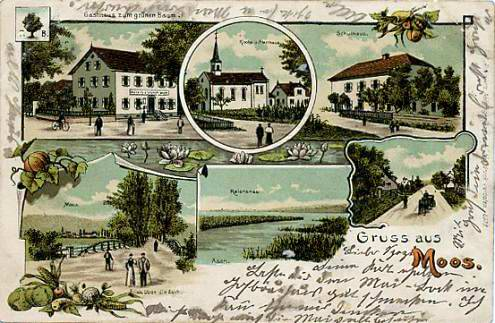
Moos um 1900

Die Bevölkerungszahlen in den vier Gemeinden unterlagen – auch aufgrund von Auswanderungsbewegungen – im 19. Jahrhundert großen Schwankungen. Sie entwickelten sich von einer Gesamtzahl von 763 Einwohnern im Jahr 1808 über einen zeitweiligen Höchststand von 1214 im Jahr 1864 bis zu einer Zahl von 1094 am Ende des 19. Jahrhunderts.
Im 20. Jahrhundert erhöhten sich die Bevölkerungszahlen von 1472 im Jahr 1950, über 2150 beim Zusammenschluss 1974 auf 2511 im Jahr 1987. Eine weitere deutliche Erhöhung erfolgte in den letzten 20 Jahren auf über 3200 Einwohner.

### Geschichte der Einheitsgemeinde
Mit Wirkung zum 1. Oktober 1974 schlossen sich die Gemeinden Bankholzen, Iznang, Moos und Weiler nach einem entsprechenden Beschluss der vier Gemeinderäte am 18. Juni 1974 zusammen. Am 8. Dezember 1974 wurde der erste gemeinsame Bürgermeister Alois Keller gewählt, am 20. April 1975 folgten die ersten Ortschafts- und Gemeinderatswahlen. Während der ersten Jahre wurde die Mitbestimmung der Ortsteile durch eine Ortschaftsratsverfassung gesichert, die jedoch zum Ende der ersten Wahlperiode aufgelöst wurde, da sie für unnötig gehalten wurde.
Die ersten gemeinsamen Investitionen erfolgten zur Fertigstellung der Kanalisation, zur Sicherung der Wasserversorgung und zur Verbesserung der Verkehrsverhältnisse. Weitere bedeutende Investitionen erfolgten später beim Bau der Sportanlage Mooswald, die am 25. und 26. Juni 1988 der Bevölkerung übergeben wurde, und beim Bau des Bürgerhauses bzw. Umbau des Rathauses, dessen Eröffnung am 29. und 30. August 1992 stattfand. Seither erfolgte eine stetige Verbesserung der Infrastruktur, wie der Ausbau der Grundschule in Weiler, die Ansiedlung eines Verbraucher- und Getränkemarktes oder der Umbau der Bankholzer Torkel zu einem Veranstaltungsort.

## Politik

### Gemeinderat
Der Gemeinderat in Moos besteht aus den 14 gewählten ehrenamtlichen Gemeinderäten und dem Bürgermeister als Vorsitzendem. Der Bürgermeister ist im Gemeinderat stimmberechtigt.
Die Kommunalwahl am 9. Juni 2024 führte zu folgendem Endergebnis. Die Wahlbeteiligung lag bei 74,04 %.
| Partei / Liste  | Stimmenanteil | Sitze | Ergebnis 2019    |
| CDU             | 34,13 %       | 5     | 4 Sitze          |
| UWV             | 31,22 %       | 4     | 6 Sitze          |
| Rot-Grüne Liste | 20,88 %       | 3     | 4 Sitze          |
| Wir für Moos    | 13,77 %       | 2     | nicht angetreten |

### Bürgermeister
Im Oktober 2014 wurde Peter Kessler für seine dritte Amtszeit wiedergewählt. Er erklärte im Juni 2018 seinen vorzeitigen Rücktritt.
Die Neuwahl des Bürgermeisters fand am 18. November 2018 statt, die aber noch kein Ergebnis brachte, weil niemand die erforderliche absolute Mehrheit erreichte. Im zweiten Wahlgang am 2. Dezember 2018 reichte die einfache Mehrheit. Gewählt wurde Patrick Krauss, der sich gegen vier Mitbewerber mit 33,3 % der gültigen Stimmen durchsetzte. Die Wahlbeteiligung lag bei knapp 68 Prozent. Die Amtszeit begann am 1. Februar 2019.

### Verwaltungsverband
Die Gemeinde gehört dem Gemeindeverwaltungsverband Höri mit Sitz in Gaienhofen an.

### Wappen
| Wappen der Gemeinde Moos | Blasonierung: „In Silber (Weiß) ein rotes Kreuz, belegt mit einem goldenen (gelben) Herzschild, darin in einem blauen Wellenschrägbalken ein nach oben schwimmender silberner (weißer) Fisch.“ |
| Wappen der Gemeinde Moos | Wappenbegründung: Die vier Orte Bankholzen, Iznang, Moos und Weiler, die seit dem 1. Oktober 1974 die heutige Gemeinde Moos bilden, gehörten teils seit 1497, teils seit 1535 und bis 1803 zum Gebiet des Hochstifts Konstanz. Alle führten in ihren 1903/04 angenommenen Wappen daher in Silber das rote Kreuz des Hochstifts, kombiniert mit einem für den jeweiligen Ort charakteristischen anderen Motiv. Das alte Wappen von Moos, dessen Herzschild in Gold einen blauen Wellenschrägbalken und darauf einen silbernen Fisch zeigt, stand Pate für das am 24. Juni 1976 vom Innenministerium für die heutige Gemeinde Moos zusammen mit der Flagge verliehene Wappen. Der Fisch im alten Wappen sollte auf den früher bedeutsamen Fischfang in Moos hinweisen. Er ist auch für die neue Gemeinde, am Zeller See auf der Halbinsel Höri gelegen, ein passendes Symbol. |

### Partnerschaften
Die Gemeinde Moos unterhält seit 1995 partnerschaftliche Beziehungen zu Le Bourget-du-Lac am Lac du Bourget in Frankreich. Freundschaftliche Beziehungen des Musikvereins Bankholzen zur Gemeinde Ovaro in der italienischen Provinz Udine hatten zuvor, aufgrund der strukturellen Unterschiede und der Entfernung, nicht zur Aufnahme von Partnerschaftsbeziehungen geführt.

## Wirtschaft und Infrastruktur
Ein wichtiger Wirtschaftszweig in der Gemeinde ist der Gemüsebau, der insbesondere den ufernahen Gemeindeteil prägt. Die meisten weiteren Industrie- und Handwerksbetriebe sind im Gewerbegebiet Mooserstall im Ortsteil Moos angesiedelt.

### Verkehr
Durch Moos verläuft der Bodensee-Radweg. Er umrundet als Fernradweg den Bodensee. Er ist hier zugleich ein Teil der Eurovelo-Routen 6 (Atlantik - Schwarzes Meer) und 15 (Rheinradweg) sowie der D-Routen 6 (Donau-Route) und 8 (Rhein-Route).
In Moss trifft überdies der Heidelberg-Schwarzwald-Bodensee-Radweg auf den Bodensee-Radweg. Er verläuft von Heidelberg nach Radolfzell. Er führt von Donaueschingen kommend über Tengen und Singen am Hohentwiel an sein Ziel.

### Bildungseinrichtungen
In der Gemeinde gibt es eine Regelschule in Form der Grundschule in Weiler, sowie die Hannah-Arendt-Schule in Iznang, eine private, staatlich anerkannte Schule mit Angeboten entsprechend der Grund-, Haupt- und Lernbehindertenschule. Außerdem gibt es den katholischen Kindergarten St. Blasius und den Kindergarten Villa Pfiffikus unter gemeindlicher Trägerschaft.

## Kultur und Sehenswürdigkeiten

### Regelmäßige Veranstaltungen
- Am dritten Juli-Sonntag wird das Hausherrenfest gefeiert mit Hochamt und Prozession, Gondelkorso und Feuerwerk.[13] Jährlich am Montag nach dem dritten Juli-Sonntag erfüllen die Bürger von Moos mit ihren geistlichen und weltlichen Repräsentanten durch die Wasserprozession  zu den „Hausherren“ Theopont, Senesius und Zeno, den Stadtpatronen von Radolfzell, ein Gelübde aus dem Jahr 1797 für die Bewahrung vor einer schlimmen Viehseuche. Sie rudern in Booten, die mit Blumengirlanden geschmückt sind, in den Hafen von Radolfzell zum Hausherrenfest. Schriftliche Zeugnisse existieren erstmals für das Jahr 1839. Die Durchführung als Wasserprozession ist erstmals für das Jahr 1926 belegt, wird aber auch für frühere Jahre angenommen.[14] Die Wasserprozession wurde im Kriegsjahr 1916 wegen möglicher Luftangriffe nicht durchgeführt, in den Jahren 1945 und 1946 wurde sie auf den Landweg verlegt, im Jahr 1947 gab es keine fahrtüchtigen Boote mehr. Im Jahr 2020 wurde sie wegen der Corona-Pandemie nur mit einem Hauptboot und einem kleinen Solarboot vollzogen.[15][16]

- Jährlich am ersten Oktobersonntag findet das überregional bekannte „Büllefest“ statt. „Bülle“ wird mundartlich die Höri-Zwiebel genannt. Es werden unter anderem geflochtene Zwiebelzöpfe, Zwiebelsuppe und die „Bülledünne“, ein Blechkuchen mit Zwiebeln und Speck, angeboten. Das Fest findet seit 1976 statt, jeweils in einem der vier Ortsteile.

### Baudenkmäler

#### Mesmer-Haus

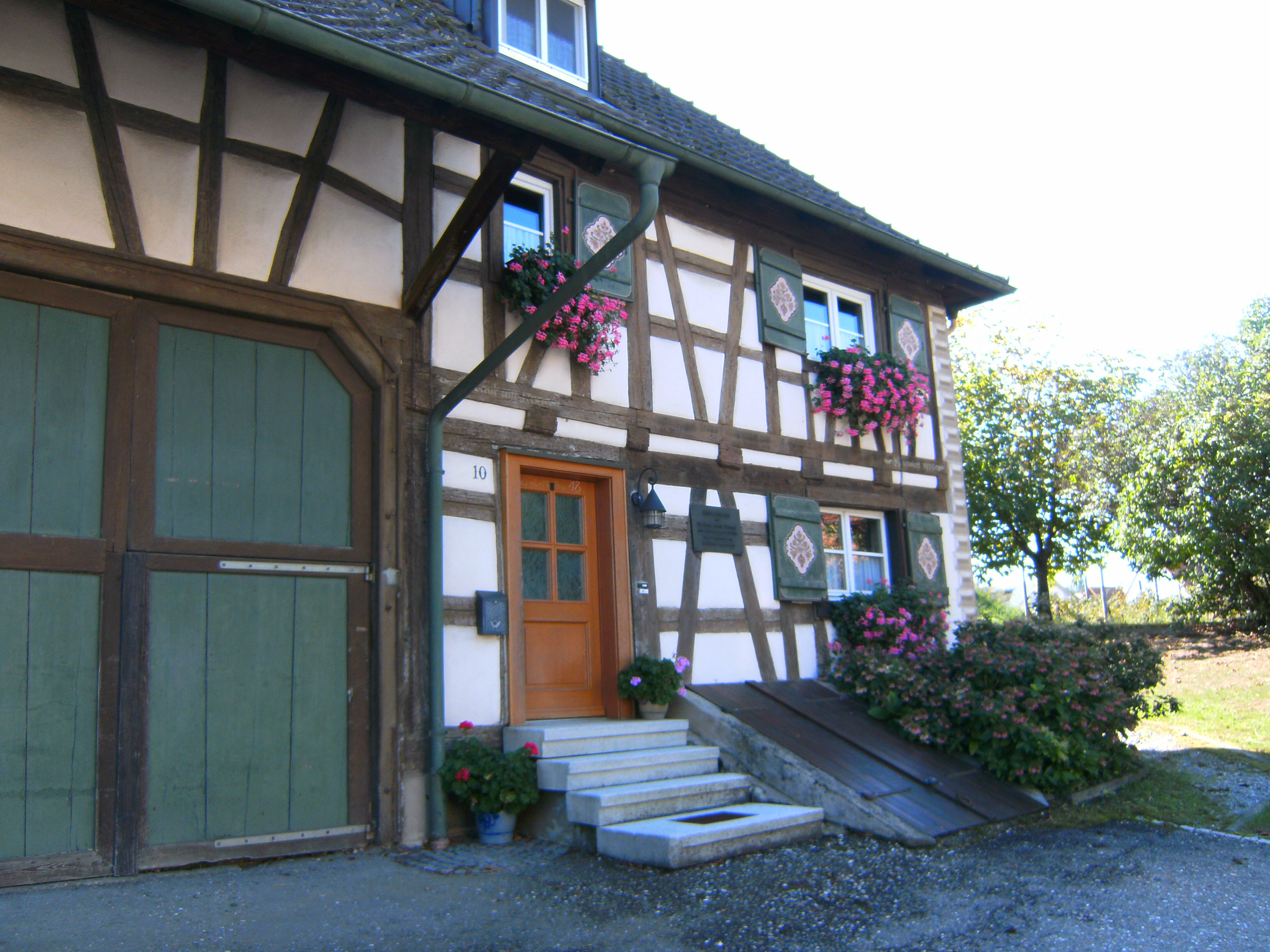
Iznang, Geburtshaus von Franz Anton Mesmer

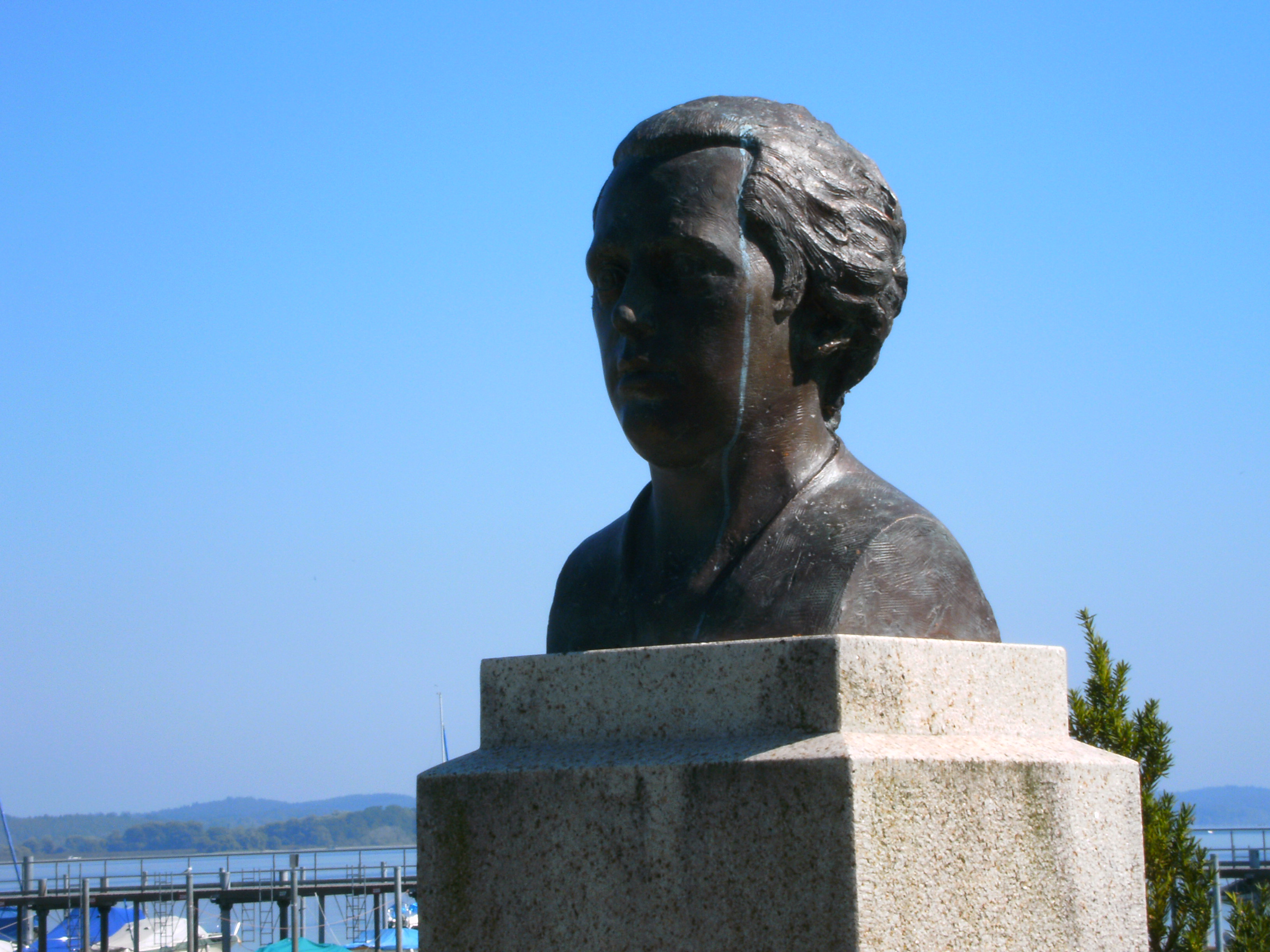
Büste Franz Anton Mesmer beim Hafen in Iznang

Das Geburtshaus von Franz Anton Mesmer in Moos-Iznang wird privat genutzt und ist nicht öffentlich zugänglich. Es liegt an der Durchgangsstraße Höristraße 10. Eine Hinweistafel am Haus erinnert daran. Die Büste von Franz Anton Mesmer, geschaffen im Jahr 2013 durch den Bildhauer Friedhelm Zilly, haben private Förderer in der Uferanlage beim Hafen in Iznang platziert.

## Persönlichkeiten

### Söhne und Töchter der Gemeinde
- Franz Anton Mesmer (* 23. Mai 1734 in Iznang; † 5. März 1815 in Meersburg), Arzt, Wunderheiler und Begründer des Mesmerismus
- Ferdinand Stoffel (* 18. September 1859 in Moos; † 9. Januar 1921 in Moos), Hauptlehrer, Wegbereiter der Gehörlosenseelsorge Erzdiözese Freiburg[20]
- Karl Honz (* 28. Januar 1951 in Bankholzen), Leichtathlet, Europameister 1974 über 400 Meter
- Helmut Metzger (* 1959 in Radolfzell), aufgewachsen in Moos, Fernsehregisseur